# Kolem Springfieldu
Kolem Springfieldu (v anglickém originále 'Round Springfield) je 22. díl 6. řady (celkem 125.) amerického animovaného seriálu Simpsonovi. Scénář napsali Joshua Sternin a Jennifer Ventimiliová na námět Ala Jeana a Mikea Reisse, díl režíroval Steven Dean Moore. V USA měl premiéru dne 30. dubna 1995 na stanici Fox Broadcasting Company a v Česku byl poprvé vysílán 20. ledna 1998 na stanici ČT2.

## Děj
Barta začne bolet břicho poté, co omylem sní kovový předmět ve tvaru písmene O přibalený do Krustyho snídaňových cereálií. Homer a Marge si myslí, že Bart simuluje bolest, aby se vyhnul testu z dějepisu, a tak ho do školy pošlou. Poté, co Bart s obtížemi zvládne test, mu paní Krabappelová dovolí navštívit školní sestru, když vidí, že si možná bolesti nevymýšlí. Bart v ordinaci sestry zkolabuje a je převezen do Springfieldské všeobecné nemocnice, kde se u doktora Dlahy a doktora Nicka podrobí operaci slepého střeva. Při návštěvě Barta v nemocnici Líza zjistí, že její hrdina, džezmen Murphy Krvavá dáseň, je pacientem na jiném oddělení. 
Bartovi spolužáci obdivují jeho jizvu a dožadují se, aby si sami nechali odstranit slepé střevo. Líza tráví čas s Murphym, který jí půjčí svůj saxofon na školní recitál. Protože většina orchestru chybí, jelikož se zotavuje z operace slepého střeva, zbývající trojice vystupuje a Líza je u publika hitem. Když se druhý den vrátí do nemocnice, se smutkem zjistí, že Murphy Krvavá dáseň zemřel. Líza se jako jediná zúčastní jeho pohřbu, kde ho reverend Lovejoy mylně označí za hráče na suzafon. Líza přísahá, že se postará o to, aby všichni ve Springfieldu ocenili hudební odkaz Krvavé dásně. Bart zažaluje Šášu Krustyho a dostane odškodné 100 000 dolarů. Poté, co Bartův advokát Lionel Hutz odečte své soudní poplatky, zůstane Bartovi pouze 500 dolarů. 
Líza, jež je stále zasažena žalem, se rozhodne, že nejlepším způsobem, jak uctít památku Krvavé dásně, je nechat hrát jeho album na místní jazzové stanici. Líza si ho vyhlédne v Komiksákově obchodě za 250 dolarů; když se Komiksák dozví, že Krvavá dáseň je mrtvý, zdvojnásobí cenu alba na 500 dolarů. Když Líza odchází, přichází do obchodu Bart se svými 500 dolary, aby si koupil pog s tváří Steva Allena. Poté, co Bart přes výlohu obchodu uvidí smutný obličej své sestry, koupí Líze album, protože jako jediná uvěřila, že jeho bolest břicha je skutečná. Když řekne, že už nikdy neuvidí 500 dolarů, Bart jí ukáže krabici nových Krustyho cereálií s masožravými bakteriemi, které hodlá sníst a znovu Krustyho zažalovat. 
Když rozhlasová stanice zahraje jednu z písní Krvavé dásně, Líza je zklamaná, protože kvůli malému dosahu stanice ji nikdo neslyší. Do antény ale udeří blesk, který jí dodá extra silný výkon a promítne ji do všech rádií ve Springfieldu. Líza je spokojená a otočí se, připravená odejít, ale Krvavá dáseň se zjeví z nebes a řekne Líze, že učinila „starého džezmena šťastným“. V oblacích se pak objeví Mufasa ze Lvího krále, Darth Vader z filmové série Hvězdné války a James Earl Jones spolu s Krvavou dásní, který jim řekne, aby byli zticha. Po posledním rozloučení Líza a Krvavá dáseň naposledy zahrají píseň „Jazzman“.

## Produkce
Díl napsali Joshua Sternin a Jennifer Ventimiliová na základě příběhu, který vymysleli Al Jean a Mike Reiss. Byla to první epizoda režírovaná Stevenem Deanem Moorem. Kvůli požadavku Foxu na 24 až 25 epizod na řadu, který produkční štáb nemohl splnit, byly dvě epizody každé řady napsány a vyrobeny bývalými showrunnery, aby se ulevilo scenáristům Simpsonových. Jean a Reiss, kteří byli showrunnery třetí a čtvrté řady seriálu, se vrátili, aby produkovali tuto epizodu, stejně jako díl Zrodila se hvězda, místo hlavního showrunnera série Davida Mirkina. Na obou epizodách jim pomáhal štáb seriálu Kritik, kvůli kterému oba Simpsonovy opustili. Sternin a Ventimiliová byli scenáristy seriálu Kritik a byli velkými fanoušky Simpsonových, takže byli nadšeni, že pro ně mohou napsat epizodu.
Jedná se o první díl seriálu, v němž byla zabita stálá postava. Scenáristé a produkční tým měli pocit, že by to byla dobrá, emotivní zápletka, která by se prostřednictvím Lízy mohla zaměřit na téma smutku. Rozhodli se, že to nemůže být jedna z hlavních postav; Jean žertoval, že „bychom nechtěli, aby to byl někdo jako pan Burns, kterého bychom samozřejmě chtěli v seriálu vidět znovu“. Nakonec se Jean rozhodl pro Murphyho Krvavou dáseň, postavu představenou v dílu 1. řady Smutná Líza. V dílu Kolem Springfieldu se rovněž objevuje retrospektiva do epizody Smutná Líza. Murphy byl poměrně vedlejší postavou, objevil se jen v několika epizodách, ale vyskytoval se v úvodní části seriálu a zůstal tam i po tomto dílu, dokud nebyl úvod předělán během 20. řady. Mooreova vůbec první práce na seriálu byla v animačním oddělení pro Smutnou Lízu, takže „ocenil“, že mohl epizodu režírovat. Reiss prohlásil: „Léta jsem se snažil zabít Marginu mámu, ale tohle byl lepší nápad.“. V dílu se vrátil herec Ron Taylor, který hostoval v roli Murphyho. V seriálu se také podruhé objevil komik Steve Allen, jenž předtím hostoval v epizodě Lízina vzpoura.
V hlavním příběhu prvního dějství epizody dostane Bart zánět slepého střeva, když sní kovové „O“ přibalené do snídaňových cereálií. Otec Mikea Reisse, který je lékař, v epizodě „tak trochu“ působil jako lékařský konzultant. Ten prohlásil, že je nemožné dostat zánět slepého střeva po snědení kusu kovu, ale scenáristé se rozhodli to stejně do epizody přidat.
V retrospektivě je ukázáno, že Murphy má „návyk na Fabergého vejce za 1500 dolarů denně“. Al Jean si „neuvědomil, jak drahá“ Fabergého vejce ve skutečnosti jsou (v roce 2013 jeden sběratel prozradil, že za nákup devíti Fabergého vajec utratil něco přes 100 milionů dolarů), takže tento vtip nedává příliš smysl.

## Kulturní odkazy
Epizoda obsahuje řadu odkazů na populární kulturu. Název je hříčkou na džezový standard „'Round Midnight“ od Theloniouse Monka a na stejnojmenný film o nedoceněném džezovém hudebníkovi. Když se na konci epizody zjeví Líze v oblaku zesnulý Murphy Krvavá dáseň, objeví se vedle něj Darth Vader, Mufasa a James Earl Jones. Ačkoli všechny tři role původně ztvárnil Jones, postavy v této scéně ztvárnil dabér Harry Shearer; Jones sám předtím dvakrát hostoval. Navíc Mufasa omylem zmíní „Kimbu“ a opraví se tak, že řekne Simba. To je narážka na debatu ohledně podobnosti Lvího krále s anime Kimba the White Lion. Líza a Krvavá dáseň hrají v této scéně a dříve v nemocnici píseň Carole Kingové „Jazzman“. Murphy Krvavá dáseň musí na konci scény odejít, protože má rande s džezovou zpěvačkou Billie Holiday.
Homer má v dílu na ruce tetování Starland Vocal Band a Bart uvažuje o koupi „ultimátního pogru“ Steva Allena. Hudba, která zazní těsně před Bartovou operací, je parodií na znělku seriálu Pohotovost. Krvavá dáseň se objevuje v jedné z epizod The Cosby Show, což je narážka na to, že Bill Cosby často sháněl džezové hudebníky, které měl rád, aby v pořadu vystupovali; v epizodě Cosbyho namluvil stálý dabér Simpsonových Dan Castellaneta. „Tým skvělých právníků“ Lionela Hutze, Robert Shaporo a Albert Dershman, jsou parodií na Roberta Shapira a Alana Dershowitze, dva z obhájců v případu vraždy O. J. Simpsona. Trojice odjíždí v bílém pickupu, podobném Fordu Bronco, v němž Al Cowlings a O. J. Simpson jeli při televizním pronásledování nízkou rychlostí před Simpsonovým zatčením.

## Přijetí
V původním vysílání skončil díl v týdnu od 24. do 30. dubna 1995 na 60. místě ve sledovanosti s ratingem 8,2 podle agentury Nielsen. Epizoda byla čtvrtým nejlépe hodnoceným pořadem na stanici Fox v tomto týdnu.
Mike Reiss a Al Jean si mysleli, že epizoda „získá spoustu cen“, a žertovali, že právě proto se rozhodli získat zásluhy za příběh, což se jim obvykle nestávalo. Nakonec však epizoda žádné ocenění nezískala.
Warren Martyn a Adrian Wood, autoři knihy I Can't Believe It's a Bigger and Better Updated Unofficial Simpsons Guide, konstatovali, že jde o „skutečný slzopudný díl“, a pochválili dědu, který věřil, že všechno, co vidí, je smrt. Ryan Keefer z DVD Verdict v recenzi šesté řady udělil dílu hodnocení B.
Adam Finley z TV Squad epizodu pochválil a upozornil na mnoho „skvělých momentů“ včetně „Stevea Allena kuplířsky předvádějícího v televizi své knihy“ a „Vočka provozujícího ‚retoxikační‘ kliniku hned vedle detoxikační kliniky“.
Podcast Put it in H – A Die Hard Simpsons epizodu pochválil za „vysoký počet smíchů za minutu a zároveň plnost srdce“.
Colin Jacobson z DVD Movie Guide však epizodu označil za „nudnou“ a uvedl, že „některé momenty spojené s Bartovou nemocí jsou vtipné“, ale že „opravdu nesnáší tu písničku ‚Jazzman‘ “ a nemá rád „části s Krvavou dásní“.

### Sýrožroutské opice
V epizodě donutí školníka Willieho, aby učil na Springfieldské základní škole francouzštinu. Když vyjadřuje své pohrdání francouzštinou, vykřikne na svou třídu: „Bonjour vy kapitulující sýrožroutské opice.“. Citát, zejména slovní spojení „kapitulující sýrožroutské opice“, se od té doby začal používat v širším měřítku. Francouzský jazyk se tak dostal do širšího povědomí. Byl používán zejména v době před válkou v Iráku, poté co jej zpopularizoval konzervativní novinář Jonah Goldberg z National Review, aby popsal evropskou a zejména francouzskou opozici vůči vojenské akci. Článek v deníku The Guardian poznamenal, že se tato fráze „stala přijatelnou v oficiálních diplomatických kanálech po celém světě“. Ben Macintyre napsal, že tato fráze je „možná nejznámější“ z pořadu a od Goldbergova použití „se stala novinářským klišé“.
Následně frázi použil deník New York Post jako titulek na titulní straně 7. prosince 2006, když odkazoval na Iraq Study Group a její doporučení, aby byli američtí vojáci staženi z Iráku do začátku roku 2008. Deník The Daily Telegraph ji citoval v souvislosti s anglo-francouzskou vojenskou spoluprací. Výraz použili ve svých knihách komentátorka Laura Ingrahamová a akademici Stuart Croft, Stephen Chan a Paul L. Moorcraft s Philipem M. Taylorem. Ned Sherrin zařadil citát do Oxfordského slovníku humorných citátů, je také zařazen do Oxfordského slovníku moderních citátů. V románu Generation A Douglase Couplanda z roku 2009 se odkazuje na použití fráze školníkem Williem.
Hlášku napsal Ken Keeler během jednoho z přepisování epizody, ačkoli si ji nikdo z přítomných na audiokomentáři epizody na DVD s jistotou nepamatoval. Podle Reisse ji Keeler označil za svůj „největší přínos seriálu“. Scenáristé byli překvapeni, že se stala tak široce používanou, a nikdy ji nemysleli jako politické prohlášení, pouze jako „protivný“ vtip pro Willieho. Francouzský dabing seriálu používá hlášku „singes mangeurs de fromage“ (v českém překladu „opice požírající sýr“), přičemž vynechává slovo „kapitulující“. V české verzi je uvedena hláška „Buongiorno vy jedni ničemní žabožrouti.“.